# Lac Ashuanipi
Le lac Ashuanipi est un lac de forme irrégulière situé dans le sud du Labrador, dans la province canadienne de Terre-Neuve-et-Labrador.

## Étymologie
En langue innue, ashuanipi signifie « un lieu de traversée ».
Le lac a été parfois orthographié lac Achouanipi au XIXe siècle ou au XXe siècle.

## Situation
Le lac se situe à proximité de la frontière entre le Québec et Terre-Neuve-et-Labrador à une altitude de 529 m et couvre une superficie de 517 km2, non compris 79 km2 occupés par les îles intérieures telles que la Grande Île et la Grosse Île.

## Hydrologie
Le lac est alimenté par plusieurs rivières, dont les principales sont la rivière Embarrassée avec son affluent la rivière Summit, et la rivière aux Esquimaux. La rivière Ashuanipi s’écoule de l’extrémité nord du lac vers les lacs Menihek et le réservoir Smallwood, rejoignant à travers le fleuve Churchill le lac Melville et l’océan Atlantique.

## Faune et flore
Le lac offre une excellente pêche pour le touladi, le brochet, le corégone et la ouananiche. La harde de caribous du lac Joseph se trouve autour du lac Ashuanipi en été et en automne. Le lac est principalement entouré de forêts d'épinettes noires, bien que le chenal Kapitagas à l'extrémité sud du lac abrite la seule forêt de pins gris du Labrador, protégée en tant que partie intégrante de la réserve écologique de Redfir Lake-Kapitagas Channel.

## Histoire
Grâce à la datation par le carbone 14, des preuves de présence humaine ont été trouvées autour du lac il y a déjà 1 600 ans.
Avec la rivière Moisie, dont les sources se trouvent à proximité, le lac faisait partie d'une route empruntée par les Innus pour atteindre la partie inférieure de la rive nord du fleuve Saint-Laurent. Sur l'une des îles du lac se trouve un cimetière innu.
Le lac était connu des colons de la Nouvelle-France au début du XVIIIe siècle.

## Voies de communication
Le chemin de fer de la Côte-Nord et du Labrador longe la rive orientale du lac du sud vers le nord. Au sud se trouvent les évitements de Pitaga à environ 5 km et d'Embar à environ 25 km sur la rivière Embarrassée, et de Seahorse à environ 35 km sur la rivière Summit. La ligne compte plusieurs évitements à l'est du lac (Oreway, Drylake, Ashuanipi, Ross Bay). Elle se subdivise au nord à la jonction Emeril (jonction Ross Bay) entre la ligne du Transport ferroviaire Tshiuetin vers le nord et la ligne de Labrador City vers l'ouest.
La route Translabradorienne traverse la rivière Ashuanipi à 6 km au nord de l'extrémité septentrionale du lac.